# يوكيو شيمومورا
يوكيو شيمومورا (下村 幸男) (ولد 25 يناير 1932، في هيروشيما، اليابان) هو لاعب كرة قدم ياباني شارك في دورة الألعاب الأولمبية الصيفية عام 1956 في ملبورن.

## روابط خارجية
- يوكيو شيمومورا على موقع ناشيونال فوتبول تيمز (الإنجليزية)
- يوكيو شيمومورا على موقع عالم كرة القدم.نت (الإنجليزية)
- يوكيو شيمومورا على موقع أوليمبيديا (الإنجليزية)

1. ↑  
"asahi.com:サッカーが光をくれた 下村幸男さん -マイタウン広島". صحيفة أساهي (باليابانية). 3 Aug 2010. Archived from the original on 2013-01-28. Retrieved 2010-09-16.

- Japan Football Association official site